# Gedő András
Gedő András (Budapest, 1932. május 4. –) magyar filozófus, egyetemi tanár. A Nemzetközi Dialektikus Filozófiai Társ. tagja. A filozófiai tudományok kandidátusa (1959), a filozófiai tudományok doktora (1969). Az MSZMP Politikai Főiskola egyetemi tanára.

## Életpályája
1950–1954 között az ELTE hallgatója volt. 1954–1957 között aspiránsként dolgozott. 1961–1971 között a Béke és Szocializmus szerkesztőbizottsági tagja volt. 1972-től egyetemi tanár.
Kutatási területe az ismeretelmélet, a dialektika teóriája, a filozófiatörténet és a jelenkori filozófia.

## Művei
- "A filozófiai tudás genézise" (1971)
- Válságtudat és filozófia (1976; németül, oroszul, angolul, szlovákul és görögül is)
- Philosophie und "Nicht-Philosophied" nach Hegel. Studien zum Streitfall Dialektik (2002)